# Копестинський Іван Григорович
Копестинський Іван Григорович (* 13 листопада 1869 — † невідомо) — генерал-хорунжий Дієвої армії УНР.

## Біографія
Народився 13 листопада 1869 року в Могилеві-Подільському.

### В Російській армії
Закінчив Володимирський Київський кадетський корпус, Михайлівське артилерійське училище (1891 р.), Михайлівську артилерійську академію (1896 р.), Офіцерську артилерійську школу (1901 р.).
У складі 45-ї артилерійської бригади брав участь у Російсько-японській війні, був важко контужений.
За бойові заслуги одержав всі ордени до Святого Володимира IV ступеня з мечами та бинтою, Георгієвською зброєю, звання полковника.
З 15 листопада 1910 року — командир 20-го мортирного артилерійського дивізіону.
З 9 квітня 1914 року — генерал-майор, начальник 2-ї Гренадерської артилерійської бригади.
З 13 лютого 1915 року — начальник 6-ї артилерійської бригади.
З 15 травня 1916 року — інспектор артилерії 36-го армійського корпусу.
14 травня 1918 року формально демобілізований з російської армії.

### На службі Україні
З 12 вересня 1918 року — генерал для доручень головного інспектора артилерії Армії Української Держави.
З 26 лютого 1919 року — т.в.о. головного інспектора артилерії Дієвої Армії УНР.
З 7 травня 1919 року — начальник артилерії Холмської групи Дієвої Армії УНР.
З 24 червня 1919 року — начальник відділу замовлень та прийомів Головного артилерійського управління Дієвої Армії УНР.
З 1 квітня 1920 року — помічник начальника Головного артилерійського управління Армії УНР.
Доля після 1921 року невідома.